# 2025 Armageddon
Pour plus de détails, voir Fiche technique et Distribution.
2025 Armageddon est un film de science-fiction américain sorti en 2022, avec dans les rôles principaux Lindsey Marie Wilson, Jolene Andersen et Phillip Andre Botello. Le film est produit par The Asylum. Le film est dirigé par le réalisateur taïwanais Michael Su, qui a déjà dirigé en 2022 Death Count, Bridge of the Doomed et Night of the Tommyknockers.

## Synopsis
Le film s’ouvre sur un objet volant non identifié qui se dirige vers la Terre, en détruisant au passage la Station spatiale internationale. Au même moment, un navire de l’United States Navy, sous le commandement du Lieutenant commander Madoyln Webb (Jhey Castles), est attaqué et coulé par un piranha géant. Le Dr Quinn Ramsey (Lindsey Marie Wilson), chef du contrôle de mission de la NASA, rencontre son père Tom (Michael Paré) mais doit partir rapidement après avoir reçu un appel classifié. Peu de temps après, l’enfer se déchaîne sur la Terre, alors que des vaisseaux spatiaux et des créatures géantes lancent des attaques sur les villes. L’attaque provient d’une race extraterrestre. Le signal de The Asylum’s Movie Channel ayant atteint leur planète, ils ont décidé d’attaquer la nôtre en utilisant les créatures gigantesques et les catastrophes géologiques représentées dans les films de ce studio de cinéma.

## Distribution
- Presley Alexander : Madolyn jeune
- Jolene Andersen : Lucy Taggart
- Phillip Andre Botello : Aaron Farmer
- Lauren Elyse Buckley : Jane Deer
- Jhey Castles : Lieutenant commander Madoyln Webb
- Natalie Daniels : Ryr
- Jessica DeBonville : Membre d’équipage #2
- Josh Duhon : Jeune président
- Joe Finfera : Quartier-maître
- Willow Hale : Grand-mère
- Nancy Harding : Juge de l’expo-sciences
- Joseph Michael Harris : Caporal Mckee
- Anthony Jensen : Amiral Forster
- G. Anthony Joseph : Vov
- Alvin Knight Sr. : Zombie
- Sarah Lieving
- Paul Logan
- David Thomas Newman : Private first class Sharp[4]

## Accueil

### Réception critique
Cody Hamman écrit sur JoBlo : « L’année 2022 marque le vingt-cinquième anniversaire du studio de cinéma indépendant The Asylum, connu pour réaliser certains des films de monstres géants et de mockbusters les plus fous. Afin de fêter cet anniversaire, The Asylum s’auto-parodie dans ce film mash-up, qui voit la race humaine devoir faire face simultanément à plusieurs monstres issus des films de The Asylum. »
Paste magazine trouve très ironique le culot de The Asylum pour décrire un monde où leurs films de série B sont des blockbusters à succès. »
Voices from The Balcony recense les talents qui ont collaboré sur ce film : le script de Marc Gottlieb (Time Pirates, Jungle Run) est basé sur une histoire écrite par Tammy Klein et Glenn Campbell. Le réalisateur est Michael Su (Night of the Tommyknockers, Doomed).
Paste magazine considère également que les monstres représentés sont un vrai Who's Who des films du studio : Sharknado, Mega Shark, Transmorphers et Atlantic Rim.
Voices from The Balcony est toutefois assez critique sur le résultat. Letterboxd déplore aussi le traitement médiocre du sujet. Voices from The Balcony termine cependant sur une note optimiste : « 2025 Armageddon semble se terminer sur un cliffhanger. S’il y a une suite, espérons qu’ils obtiennent la bonne formule. Il y a assez de kaijū dans le catalogue de la société pour faire un bon film de ce genre, et j’aimerais les voir le faire. »